# الطحين الأسود (فلم)
الطحين الأسود (بالإنجليزية: Black Flour) فيلم درامي روائي للمخرج غسان شميط، ويدور في زمن سوريا بعد الاستقلال.

## عن الفيلم

### فكرة الفيلم
تتلخص فكرة الفيلم بأن الاحتلال الفرنسي رحل، ولكنه استبدل بعد الاستقلال باحتلال آخر، وأشد وطأة، وهو الإقطاع الذي أكل خيرة شباب الوطن، لينتهي الفيلم باحتلال آخر مع دخول العسكر القرية لاعتقال المختار.

### القصة
في قرية بأطراف سوريا وفي بداية الخمسينيات وسط مجموعات الانقلابات المتعددة، كان هناك المختار أبو جبر الذي يتسم بالقسوة والديكتاتورية لدرجة أنّ الطحين في الجرن يُصبح أسود اللون، يقوم شاب بالتمرد على الطاغية ويهجر القرية ليلتحق بالجيش، ثم يعود لها من أجل مواجهته، ويتخلص منه ويتولى إدارة القرية.

## طاقم العمل

### العمليات الفنية
- قصة وسيناريو وحوار: عدغسان شميط.
- إخراج: غسان شميط.
- تصوير: عبده حمزة.
- مونتاج: زهير ضيا.
- إنتاج: المؤسسة العامة للسينما السورية.
- موسيقى: سميح شقير.

### تمثيل
- أسعد فضة.
- عبد الرحمن أبوالقاسم.
- مها الصالح.
- مازن الفقيه.
- ضحى الدبس.
- سهيل صياعي.
- نضال سيجري.
- مروة الأطرش.
- إيمان بلان.
- مانيا النبواني.[2]